# Alberto de la Rocha
Alberto de la Rocha (Madrid, 1979) es escritor. Obtuvo el premio Málaga de Novela en 2020 con su novela Los años radicales.

## Biografía
De la Rocha nació en Madrid en 1979. Becado por la Fundación Antonio Gala, formó parte de su tercera promoción.  Ha publicado las novelas El cuarto inclinado (2006), que obtuvo el XXV Premio Felipe Trigo de narración corta, El celado (2014), VII Premio Encina de Plata, Sumidero (2015), Los vertebrados (2018), LXIV Premio de Novela Ateneo-Ciudad de Valladolid, y Recordaré abril (2019), I Certamen Biblioteca Fundación Antonio Gala. 
Con Los años radicales ganó el XIV Premio Málaga de Novela en 2020. 

## Obras
- El cuarto inclinado, Algaida, 2006. XXV Premio Felipe Trigo.
- El celado, 2014. VII Premio Encina de Plata.
- Sumidero, 2015.
- Los vertebrados, 2018. LXIV Premio de Novela Ateneo-Ciudad de Valladolid.
- Recordaré abril, 2019. I Certamen Biblioteca Fundación Antonio Gala.
- Los años radicales, Galaxia Gutenberg, 2020. Premio Málaga de Novela.
- Aquellos muchachos, Galaxia Gutenberg, 2023.